# Evermore darkly
Evermore darkly es un EP de la banda británica de metal extremo Cradle of Filth. Fue lanzado en octubre del 2011.Una pieza de acompañamiento para el álbum 2010 Darkly, Darkly, Venus Aversa, que contiene dos temas nuevos en el "Transmission from Hell" y "Thank Your Lucky Scars".además de versiones alternativas de algunas canciones de Venus Aversa. Una versión orquestal de "Summer Dying Fast" (una canción a partir de 1994 en el álbum The Principle of Evil Made Flesh, adaptado previamente para 2001 en el álbum Bitter Suites to Succubi). También se incluye como un catador para la próxima colection de Midnight in the Labyrinth. El CD viene con un DVD con un documental, un show en vivo del 25 de junio de 2011 de Graspop Festival ("Burning Down Graspop"), y el video de la canción "Lilith Immaculate".

## Lista de canciones
Todas las letras escritas por Dani Filth, toda la música compuesta por Cradle of Filth. 
| Evermore Darkly |                                                                    |          |  |
| N.º             | Título                                                             | Duración |  |
| 1.              | «Transmission from Hell»                                           | 2:05     |  |
| 2.              | «Thank Your Lucky Scars»                                           | 4:53     |  |
| 3.              | «Forgive Me Father (I Have Sinned)» (Elder Version)                | 4:22     |  |
| 4.              | «Lilith Immaculate» (Extended Length)                              | 8:03     |  |
| 5.              | «The Persecution Song» (Elder Version)                             | 5:36     |  |
| 6.              | «Forgive Me Father (I'm in a Trance)»                              | 6:29     |  |
| 7.              | «The Spawn of Love and War» (Elder Version)                        | 6:21     |  |
| 8.              | «Summer Dying Fast» ("Midnight in the Labyrinth" breadcrumb trail) | 5:22     |  |

Aversa Venus DVD

| Venus Diversa DVD |                                                                            |          |  |
| N.º               | Título                                                                     | Duración |  |
| 1.                | «Humana Inspired to Nightmare» (Live)                                      |          |  |
| 2.                | «Heaven Torn Asunder» (Live)                                               |          |  |
| 3.                | «Honey and Sulphur» (Live)                                                 |          |  |
| 4.                | «Lilith Immaculate» (Live)                                                 |          |  |
| 5.                | «Her Ghost in the Fog» (Live)                                              |          |  |
| 6.                | «Nymphetamine (Fix)» (Live)                                                |          |  |
| 7.                | «The Principle of Evil Made Flesh» (Live)                                  |          |  |
| 8.                | «Ebony Dressed for Sunset» (Live)                                          |          |  |
| 9.                | «The Forest Whispers My Name» (Live)                                       |          |  |
| 10.               | «Cruelty Brought Thee Orchids» (Live)                                      |          |  |
| 11.               | «From the Cradle to Enslave» (Live)                                        |          |  |
| 12.               | «Lilith Immaculate» (Music Video)                                          | 6:14     |  |
| 13.               | «You Can't Polish a Turd... But You Can Roll It in Glitter» (Rockumentary) | 42:36    |  |

## Posicionamiento
| Listas (2011)           | Posición N° |
| ----------------------- | ----------- |
| Australian Albums Chart |             |
| Austrian Albums Chart   | 48          |
| Canadian Albums Chart   | 20          |
| Mexican Albums Chart    | -           |
| UK Albums Chart         | 1           |
| US Billboard 200        | 2           |
| US Independent Albums   | 6           |
| US Hard Rock Albums     | 1           |

## Participantes
- Dani Filth - Vocal
- Paul Allender - Guitarra
- James McIlroy - Guitarra
- Dave Pybus - Bajo
- Martin Skaroupka - Batería
- Sarah Jezebel Deva - Voz de acompañamiento